# Йосип Леко
Йо́сип Ле́ко (хорв. Josip Leko, нар.19 вересня 1948 р., Плавна, Бач, Воєводина, Сербія) — хорватський політик, колишній голова Сабору Хорватії.

## Короткий життєпис
Народився у воєводинському селі Плавна, в сім'ї хорватів з Герцеговини (з-під Груде), куди його батьки подалися в пошуках кращого життя. Через рік-півтора родина повернулася в Герцеговину. 
Після закінчення середньої школи здобував вищу освіту в Загребському університеті за спеціальністю право.
З 22 грудня 2003 до 11 січня 2008 був депутатом хорватського парламенту. Працював у Комітеті з питань правосуддя, був головою Комісії з розв'язання конфлікту інтересів та заступником голови Комітету з питань законодавства. 
16 червня 2012 року став начальником Головного комітету СДПХ. 
Леко був заступником голови парламенту Хорватії з 23 грудня 2011 по 30 вересня 2012 року, коли в статусі тимчасового голови змінив тодішнього голову Бориса Шпрема, який помер на посаді. Перед тим Леко уже перебував на посаді спікера у відсутність Шпрема, коли той лікувався від раку в Х'юстоні, штат Техас.
Його було висунуто на посаду постійного голови парламенту правлячою коаліцією і затверджено 10 жовтня 2012 року голосами 123 парламентарів зі 151. Йосип Леко став першим хорватом з Герцеговини, який досяг такої високої посади у політичній системі Хорватії.